# Fedot Ivanovič Šubin
Fedot Ivanovič Šubin (in russo Федот Иванович Шубин?; Cholmogory, 28 maggio 1740 – San Pietroburgo, 23 maggio 1805) è stato uno scultore russo, è considerato lo scultore più significativo dell'epoca di Caterina II di Russia.

## Biografia
Era nato in un villaggio pomory vicino alla città di Cholmogory, nell'Oblast' di Arcangelo; all'età di 18 anni, seguendo le orme del suo conterraneo Michail Vasil'evič Lomonosov, si trasferì a San Pietroburgo.
Lo stesso Lomonosov, appreso del talento del giovane Šubin come scultore, lo aiutò ad entrare nella Accademia Russa di Belle Arti, che era stata fondata di recente, dove il suo insegnante Nicolas-François Gillet, impressionato dalle sue notevoli capacità lo premiò con una medaglia d'oro. Questo gli permise di accedere ad istituzioni accademiche all'estero.
Completò quindi la sua formazione con Jean-Baptiste Pigalle a Parigi, dove si era trasferito nel 1767, e poi lavorò a Roma (1770), a Torino e a Londra con Joseph Nollekens e nel 1772 tornò in Russia, dove intraprese la sua brillante carriera.